# (33236) 1998 GV8
1998 GV8 (asteroide 33236) é um asteroide da cintura principal. Possui uma excentricidade de 0.13191070 e uma inclinação de 13.82203º.
Este asteroide foi descoberto no dia 2 de abril de 1998 por LINEAR em Socorro.